# Sjö- och flygräddningscentralen (JRCC)

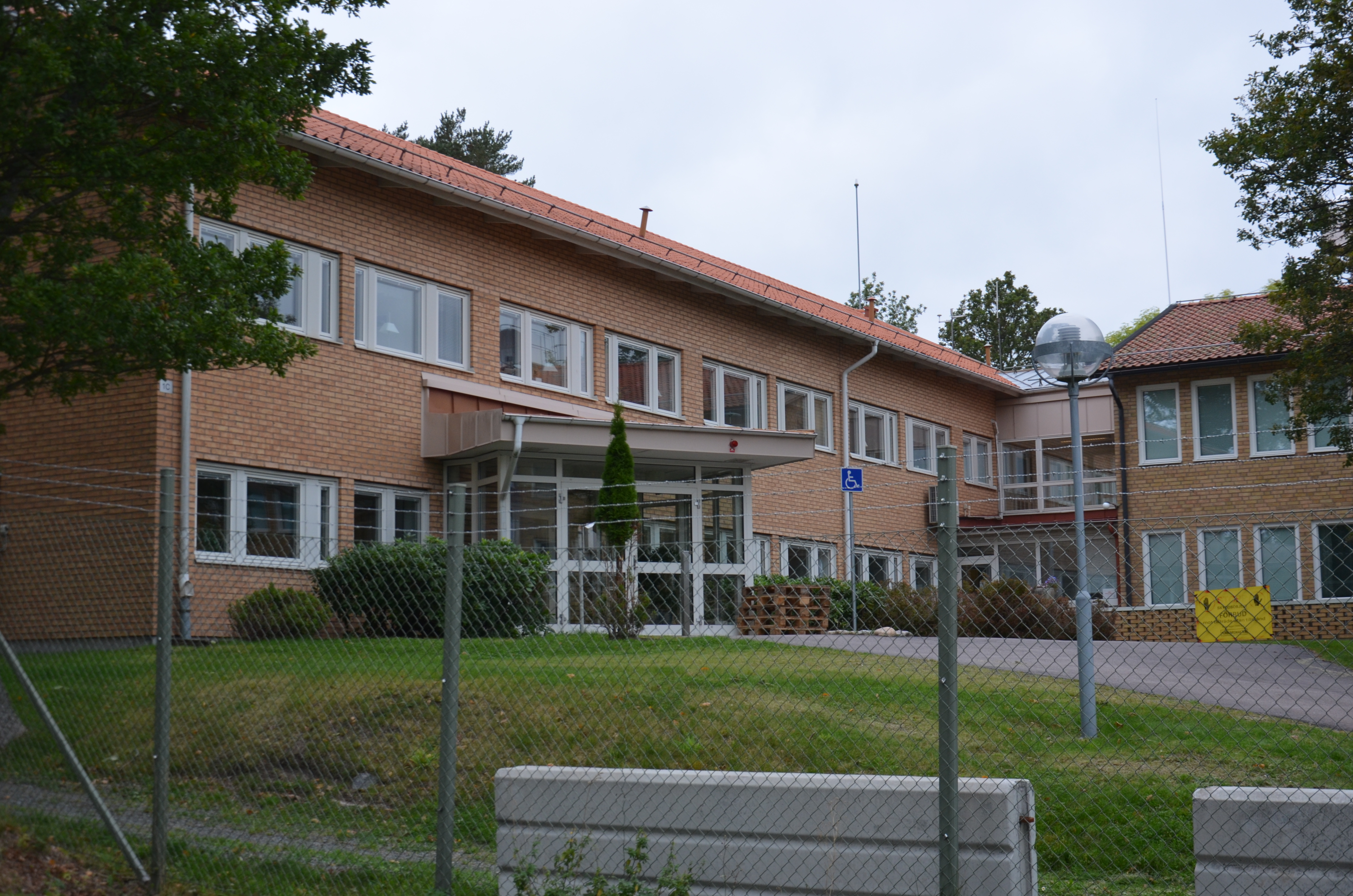
Kustbevakningens hus i Göteborg

Sjö- och flygräddningscentralen (JRCC) är en svensk statlig räddningscentral bildad 2010 i Göteborg för sjöräddning (Maritime Rescue Coordination Centre) enligt Sjöräddningskonventionen och för flygräddning (Aeronautical Rescue Coordination Centre) enligt ICAO-konventionen. Sjö- och flygräddningscentralen ligger under Sjöfartsverket.

## Bakgrund
Den integrerade Sjö- och flygräddningscentralen, enligt internationell beteckning Joint Rescue Coordination Centre, bildades 2010 genom en sammanslagning av Sjöräddningscentralen (MRCC) under Sjöfartsverket och Flygräddningscentralen/Cefyl (ARCC) under Luftfartsstyrelsen. Den är lokaliserad till Kustbevakningens hus på Käringberget i Göteborg, samma lokal som de båda olika räddningscentralerna fanns i före sammanslagningen. Sjö- och flygräddningscentralen är samlokaliserad med Kustbevakningens  nationella ledningscentral samt med Sjöbevakningscentralen i Göteborg inom Försvarsmakten.
Huvuduppgift på sjöräddningssidan är samordning av sjöräddning mellan ett stort antal aktörer.
Huvuduppgiften på flygräddningssidan är samordning av såväl civil som militär flygräddning, vilken i huvudsak sköts av Sjöfartsverkets helikopterverksamhet. Räddningscentralen har också översikt över och att systematiskt prioritera för tillfället tillgängliga privata och offentliga helikopterresurser för skogsbrandbekämpning, samt har det operativa ansvaret för tillståndsgivning för flygning med statsluftfartyg i svenskt luftrum. 
Sjö- och flygräddningscentralens geografiska område är den svenska räddningsregionen.

## Resurser för larmning
Sjöräddningscentralen larmas via nödnumret 112, eller genom anrop "Sweden Rescue" på kanal 16 på VHF.
Sjö- och flygräddningscentralen kan vid ett SAR-larm i sin tur larma en eller flera av Sjöfartsverkets egna resurer som SAR-helikopter och lotsbåtar, 
Sjöräddningssällskapet, Kustbevakningens flygplan och fartyg, Polisen, inklusive Sjöpolisen i Stockholm och Göteborg, Försvarsmakten, kommunal räddningstjänst och Frivilliga Flygkåren, men kan också ibland ta hjälp av handelsfartyg.

## Utredning om maritim samverkan
Enmansutredaren Jan Hyllander (född 1958), som är departementsråd på Försvarsdepartementet, avlämnade 2012 utredningen Maritim samverkan (SOU:2012:48). Utredningen innehåller förslag till organisatoriska förändringar som berör Sjö- och flygräddningscentralen. Dels föreslår han att Kustbevakningen ska ersätta Sjöfartsverket som huvudansvarig myndighet för sjöräddning i Sverige och därmed som huvudman för räddningscentralen och  som huvudman för den nuvarande flottan av svenska statliga helikoptrar, samt att nuvarande helikoptrar på sikt skulle ersättas av beredskapssatta militära helikoptrar av den beställda tyngre typen Helikopter 14. Dels föreslår han att regeringen i ett långsiktigt perspektiv ska överväga att inlemma Kustbevakningen i Försvarsmakten i ett samlat svenskt sjöförsvar.